# كوزياني
كوزياني (الاسم العلمي:Cousiniopsis) هي جنس نباتي يتبع فصيلة النجمية من رتبة النجميات.